# گلبرگ‌های عشق
گلبرگ‌های عشق کتابی دو زبانه حاوی ترانه‌های عاشقانه انگلیسی به همراه ترجمه فارسی آنها به بیانی شیوا و دلپذیر.
از جمله شعرای نامدار کتاب می‌توان به جویس همزلی (Joyce Hemsley) دارای دکترای افتخاری فلسفه در ادبیات انگلیسی از دانشگاه کریسچن (کریستین) جنوبی اشاره کرد. وی یکی از شعرای بسیار پرکار (اما ناشناخته در ایران) انگلیسی زبان می‌باشد.
گلبرگ‌های عشق توسط «خ. حسن‌زاده» ترجمه شده است.